# Albert von Sperber
Albert von Sperber (* 2. November 1836 in Sommerau; † 1. September 1889 in Wiesbaden) war Rittergutsbesitzer und Mitglied des deutschen Reichstags.

## Herkunft
Seine Eltern waren der Politiker Eugen von Sperber (1808–1879) und dessen Ehefrau Emilie Donalitius (1816–1876). Auch sein Bruder Hermann (1840–1908) war Mitglied des Reichstages.

## Leben
Sperber war vor 1878 Rittergutsbesitzer in Gerskullen im Kreis Ragnit. Er betrieb dort Landwirtschaft und war außerdem Amtsvorsteher und Kreisdeputierter sowie Mitglied des Preußischen Herrenhauses.
Am 21. November 1879 wurde er in einer Nachwahl für den verstorbenen Abgeordneten Hermann Schmalz in den Deutschen Reichstag für die Deutschkonservative Partei und den Reichstagswahlkreis Regierungsbezirk Gumbinnen 2 gewählt. Seit dem 5. Juni 1883 war er gleichzeitig auch Mitglied des Preußischen Herrenhauses. Beide Mandate endeten mit seinem Tode.

## Familie
Sperber heiratete am 21. Oktober 1867 Elma Dreßler (* 21. Juli 1844), Herrin auf Skaticken. Die Ehe blieb kinderlos.